# NGC 31
NGC 31 es una galaxia espiral localizada en la constelación de Fénix. Su tipo morfológico es SB(rs)cd, lo que significa que es una galaxia espiral barrada de tipo tardío.